# Innocent view
innocent view（イノセント・ヴュー）はSOTTE BOSSEが2005年6月29日にリリースした2枚目のミニアルバムである。

## 解説
前作「Essence of life」に続き、今作もJ-POPの曲をボサノヴァ、ジャズ、レゲエ風にアレンジしたカバーミニアルバムとなっている。さらに今回は初のオリジナル楽曲も収録。

## 収録曲
1. ハナミズキ（一青窈）
作詞：一青窈、作曲：マシコタツロウ
2. First Love（宇多田ヒカル）
作詞・作曲：宇多田ヒカル
3. チェリー（スピッツ）
作詞・作曲：草野正宗
4. 遠く遠く（槇原敬之）
作詞・作曲：槇原敬之
2008年4月9日発売のコンピレーション・アルバム「DRIVIN' J-POP for love & joy」の15曲目にも収録されている。
5. 言葉にできない（オフコース）
作詞・作曲：小田和正
6. やさしさに包まれたなら（荒井由実）
作詞・作曲：荒井由実
7. 夜空ノムコウ（SMAP）
作詞：スガシカオ、作曲：川村結花
8. メランコリニスタ（YUKI）
作詞：YUKI、作曲：蔦谷好位置
9. イージュー★ライダー（奥田民生）
作詞・作曲：奥田民生
10. hello（オリジナル曲）
作詞：ナカムラヒロシ・Cana、作曲：ナカムラヒロシ